# امپراتور جید
امپراتور جید یا یودی (玉帝) در فرهنگ چینی، ادیان سنتی چینیو اساطیر چین یکی از تمثال‌های خدای اول است. در تائوئیسم، او دستیار یوانشی تیانزون می‌باشد که یکی از سه شخص طاهر، سه تجلی ازلی تائو است. او در جهان بینی بودایی چینی، اغلب با شاکا شناخته می‌شود.